# 兰迪·巴茨
兰迪·巴茨（英語：Randy Bartz，1968年10月7日—），美国男子短道速滑运动员。他曾代表美国参加1994年冬季奥林匹克运动会短道速滑比赛，获得男子5000米接力银牌。